# Franken Challenge 2013
Il Franken Challenge 2013 è stato un torneo di tennis facente parte della categoria ATP Challenger Tour nell'ambito dell'ATP Challenger Tour 2013. È stata la 26ª edizione del torneo che si è giocata a Fürth in Germania dal 4 al 10 giugno 2013 su campi in terra rossa e aveva un montepremi di €42,000+H.

## Partecipanti singolare

### Teste di serie
| Nazionalità | Giocatore             | Ranking* | Testa di serie |
| ----------- | --------------------- | -------- | -------------- |
| Slovenia    | Blaž Kavčič           | 104      | 1              |
| Austria     | Andreas Haider-Maurer | 105      | 2              |
| Stati Uniti | Wayne Odesnik         | 113      | 3              |
| Portogallo  | João Sousa            | 119      | 4              |
| Germania    | Simon Greul           | 139      | 5              |
| Germania    | Miša Zverev           | 142      | 6              |
| Colombia    | Alejandro González    | 147      | 7              |
| Francia     | Josselin Ouanna       | 157      | 8              |

- Ranking al 27 maggio 2013.

### Altri partecipanti
Giocatori che hanno ricevuto una wild card:
- Andreas Beck
- Peter Heller
- Robin Kern
- Kevin Krawietz

Giocatori che sono passati dalle qualificazioni:
- Tarō Daniel
- Lorenzo Giustino
- Peter Torebko
- Alexander Ward

## Partecipanti doppio

### Teste di serie
| Nazionalità   | Giocatore       | Nazionalità   | Giocatore         | Ranking* | Testa di serie |
| ------------- | --------------- | ------------- | ----------------- | -------- | -------------- |
| Germania      | Philipp Marx    | Romania       | Florin Mergea     | 138      | 1              |
| Stati Uniti   | James Cerretani | Brasile       | Marcelo Demoliner | 144      | 2              |
| India         | Purav Raja      | India         | Divij Sharan      | 217      | 3              |
| Taipei cinese | Lee Hsin-han    | Taipei cinese | Peng Hsien-yin    | 246      | 4              |

- Ranking al 27 maggio 2013.

### Altri partecipanti
Coppie che hanno ricevuto una wild card:
- Andreas Haider-Maurer /  Mario Haider-Maurer
- Kevin Krawietz /  Dominik Schulz
- Gero Kretschmer /  Alexander Satschko

Coppie che hanno ricevuto un entry come alternate:
- Christian Harrison /  Michael Venus
- Leonardo Kirche /  Aldin Šetkić

## Vincitori

### Singolare
João Sousa ha battuto in finale  Wayne Odesnik con il punteggio di 3–6, 6–3, 6–4

### Doppio
Colin Ebelthite /  Rameez Junaid hanno battuto in finale  Christian Harrison /  Michael Venus con il punteggio di 6–4, 7–5